# Al-Mustafa-Universität
Die Internationale al-Mustafa-Universität (arabisch جامعة المصطفى العالمية) wurde 1979 in Ghom gegründet, um Studenten aus aller Welt die Möglichkeit zu geben, wissenschaftlich die islamische Theologie zu studieren. Die al-Mustafa-Universität widmet sich ausschließlich ausländischen Studenten.
Die Internationale Universität in Ghom hat sich zwei Hauptziele gesetzt:
- Die Ausbildung von Theologen, Forschern und Lehrern.
- Die Darlegung und Vertiefung von islamischen und koranischen Ansichten sowie Entwicklung von islamischen Theorien.

## Tochteruniversitäten und Institutionen
Die Internationale al-Mustafa-Universität hat sowohl innerhalb des Iran Niederlassungen – in Teheran, Maschhad, Isfahan, Qeschm und Gorgan – als auch außerhalb des Irans einige Sub- oder kooperierende Akademien. Zu ihnen gehören die islamischen Akademien in London, Indonesien und Ghana. Ebenfalls gibt es eine Reihe von Bildungsstätten im Ausland, die unter Aufsicht und Betreuung der Universität stehen, darunter die Universität der Ahlulbayt, die Hawza al-Athar, die Sabtayn-Schule und die Märtyrer-Sadr-Schule. Des Weiteren arbeitet die Universität mit weiteren islamischen Instituten und Schulen verschiedener Länder zusammen.
Einige Tochterinstitute der Internationalen al-Mustafa-Universität im Iran sind:
- Zentrum der Sprach- und Islamausbildung
- Jurisprudenz-Oberschule
- Imam Chomeini
- Institut der Islamischen Rechtsschulen
- Bint ul-Huda
- Institut für Kurzstudien und Studienmöglichkeiten
- Offene al-Mustafa (Fernstudium)
- Internationales Forschungszentrum al-Mustafa
- Linguistik- und Kulturzentrum
- Zentren zur Ausbildung von Ehepartnern und Kindern der Studenten

Derzeit arbeiten um die 500 Mitarbeiter und Professoren für die Internationale al-Mustafa-Universität innerhalb und außerhalb des Irans.

### al-Mustafa-Institut
Das al-Mustafa-Institut für Kultur-, Humanwissenschaften und islamische Studien in Berlin wurde im Juni 2016 als gGmbH gegründet und bietet in Kooperation mit der Internationalen al-Mustafa-Universität in Ghom das Studium der Islamischen Theologie (B.A.) an. Darüber hinaus widmet es sich der Förderung von akademisch-islamischen Studien im deutschsprachigen Raum. Zu diesem Zweck werden in Kooperation mit deutschsprachigen Wissenschaftlern Bücher verfasst oder ins Deutsche übersetzt. Ferner verfolgt das al-Mustafa-Institut das Vorhaben, in kontinuierlichen Perioden ein wissenschaftliches Magazin rund um das Thema islamische Studien zu publizieren.
Der Bachelorstudiengang Islamische Theologie des al-Mustafa-Instituts setzt sich wissenschaftlich mit der islamischen Religion auseinander unter Berücksichtigung eines islamisch-schiitischen Verständnisses. Das Institut ist assoziiertes (nicht stimmberechtigtes) Mitglied der Islamischen Gemeinschaft der schiitischen Gemeinden Deutschlands (IGS).
Nach eigener Aussage des Institutes handelt es sich um „eine unabhängige und selbstständige Wissenschaftseinrichtung, die nach eigenem Ermessen und auf Grundlage des deutschen Grundgesetzes handelt und nicht auf Weisung irgendeines anderen Staates“ und es arbeite nach eigenen wissenschaftlichen Vorgaben. Der Geschäftsbesorgungsvertrag zwischen der al-Mustafa International University in Ghom und dem al-Mustafa-Institut, garantiere die Unabhängigkeit des Berliner Instituts. Für den Bachelorstudiengang „Islamische Theologie“ sei als Grundlage das Curriculum von der al-Mustafa International University aus wissenschaftlich-theologischen Gründen übernommen worden. Dabei seien jedoch gleichzeitig ca. 30 % des Curriculums an die deutschen Verhältnisse und die hier herrschenden wissenschaftlichen Gegebenheiten angepasst worden. Im Curriculum des al-Mustafa-Institutes fänden sich neben dem klassisch-islamischen Lehrangebot auch Studienfächer wie zum Beispiel jüdische Theologie, christliche Theologie und komparative Theologie. Die Unabhängigkeit des al-Mustafa-Institutes wird jedoch von unabhängigen Medien angezweifelt. Seit März 2017 versteht sich das „alMustafa-Institut“ als offizielle Zweigstelle der alMustafa-Universität. Das al-Mustafa-Institut erklärte, dass die Senatsverwaltung für Inneres und Sport alle Vorwürfe gegen das Institut entkräftet habe.

### Umstrittener Workshop
Ende Juli 2017 veranstaltete die IGS im al-Mustafa-Institut Berlin einen Workshop zum Thema „Islamverständnis zwischen Rationalität und Radikalität – Historisch-theologische Hintergründe und soziale Herausforderungen“. Hiergegen wandte sich breite gesellschaftliche und publizistische Kritik. Das Bundesfamilienministerium zog daraufhin seine Förderzusage öffentlich zurück. Die IGS und das al-Mustafa-Institut verwahrten sich gegen die Vorwürfe, „Terror-Helfer“ und mit der iranischen Regierung vernetzt zu sein. Dawood Nazirizadeh, Vorstandsmitglied der IGS, bestritt jede Verbindung zu Extremismus. Der Workshop fand trotz der vorausgegangenen Kritik unter Beteiligung aller eingeladenen Referenten, darunter Hamideh Mohagheghi, statt. Der Leiter des Institutes, Esfahani, wolle nach eigener Angabe darüber aufklären, „wie Verfälschungen der islamischen Botschaft dazu führen, dass heute junge Menschen Terrorakte“ verüben. Außerdem solle eine „deutsch-islamische Identität“ entwickelt werden. Auch der Bundestag beschäftigt sich mit den Hintergründen des Seminars.

## Studieninhalte
Die Internationale al-Mustafa-Universität bietet 150 Fachgebiete an, zu ihnen gehören Grundlagen der islamischen Weltanschauungen, Exegese des Korans, Islamische Ethik, Logik, islamische Philosophie, Grundlagen der islamischen Rechtswissenschaften und islamische Mystik.